# Poienile de la Șard
Poienile de la Șard este o arie protejată (arie specială de conservare — SAC, sit de importanță comunitară — SCI) din România, desemnată în scopul protejării biodiversității și menținerii într-o stare de conservare favorabilă a florei spontane și faunei sălbatice, precum și a habitatelor naturale de interes comunitar aflate în arealul zonei de protecție. Aceasta este întinsă pe o suprafață de 50,4 ha, integral pe uscat.

## Localizare
Centrul sitului Poienile de la Șard este situat la coordonatele 46°48′57″N 23°30′41″E / 46.815753°N 23.511436°E. Situl se întinde pe teritoriul administrativ al comunei Baciu din județul Cluj.

## Înființare
Situl Poienile de la Șard a fost declarat sit de importanță comunitară (ROSCI0356) în septembrie 2011 pentru a proteja 3 specii de animale. Situl a fost protejat și ca arie specială de conservare (ROSAC0356) în mai 2022.

## Biodiversitate
Situată în ecoregiunea continentală, aria protejată nu include niciun habitat protejat.
La baza desemnării sitului se află trei specii protejate de  nevertebrate: fluturele auriu (Euphydryas aurinia), fluturele urs dungat (Euplagia quadripunctaria), cosaș (Isophya stysi).
Pe lângă speciile aflate la baza desemnării sitului, pe teritoriul acestuia au mai fost identificate 8 specii de plante: porumbar (Prunus spinosa), sânger (Cornus sanguinea), păducel (Crataegus monogyna), sipică (Scabiosa ochroleuca), ruin (Succisa pratensis), pătlagină îngustă (Plantago lanceolata), limba-boului (Plantago major), limba-mânzului (Plantago media) și un nevertebrat cunoscut sub denumirea de fluturele zebră (Neptis sappho).